# Willem Kettler (1574-1640)
Willem Kettler van Koerland (Mitau, 20 juli 1574 – Kucklow, 17 augustus 1640) was hertog van Koerland. 
Hij was de jongste zoon van de eerste hertog van Koerland, Godhard Kettler, en diens vrouw Anna, een dochter van Albrecht VII van Mecklenburg. Samen met zijn oudere broer Frederik volgde hij zijn vader na diens dood in 1587 op. Bij Willems meerderjarigheid in 1595 deelden de broers hun gebied op, maar na Willems dood in 1640 viel het gehele gebied toe aan Frederik.
Hij trouwde in 1609 met Sophie van Pruisen (31 maart 1582 - 4 december 1610). Zij was een dochter van Albrecht Frederik van Pruisen (1553-1618) en Maria Eleonora van Gulik-Kleef. Uit zijn huwelijk zijn de volgende kinderen geboren:
- Jacques Kettler van Koerland (1610-1682)

Godhard Kettler · Frederik I Kettler en Willem Kettler · Frederik I Kettler · Jacob Kettler · Frederik II Casimir Kettler · Frederik III Willem Kettler · Anna Ivanovna van Rusland · Maurits van Saksen (rivaal) · Ferdinand Ketler · Ernst Johann Biron · Lodewijk Ernst van Brunswijk-Lüneburg-Bevern · Karel van Saksen · Ernst Johann Biron · Peter Biron